# Zakącie (województwo mazowieckie)
Zakącie – wieś sołecka w Polsce położona w województwie mazowieckim, w powiecie garwolińskim, w gminie Garwolin.
| SIMC    | Nazwa    | Rodzaj    |
| ------- | -------- | --------- |
| 0671556 | Pod Górą | część wsi |

W latach 1975–1998 miejscowość należała administracyjnie do województwa siedleckiego.
Wierni Kościoła rzymskokatolickiego należą do parafii św. Izydora w Marianowie.